# Корона (стадион)
Стадион «Корона» (исп. Estadio Corona) — футбольный стадион в Мексике, домашняя арена футбольного клуба «Сантос Лагуна». Располагается в муниципалитете Коауила, входящим в агломерацию Торреона. Носит название титульного спонсора команды пивоваренной компании «Corona».

## История строительства и открытие
Новый стадион был построен вместо старой арены с одноимённым названием, которая вмещала 18 000 зрителей. В 2007 году было начато строительство. В ноябре 2009 года состоялся матч открытия арены между «Сантос Лагуна» и бразильским «Сантосом». Перед началом игры перед зрителями выступил Рики Мартин и группа поддержки клуба NFL «Нью-Орлеан Сэйнтс». На открытии также присутствовали многие футбольные звёзды прошлых лет: Хорхе Кампос, Рене Игита, Джордж Веа, Франко Барези, Габриэль Батистута, Энцо Франческоли, Бебето и Пеле. Торжественную речь по случаю открытия произнесли Президент Мексики Фелипе Кальдерон, губернатор штата Коауила Умберто Морейра и президент ФИФА Йозеф Блаттер. Лагуна победила благодаря голам Матиаса Вуосо и Карлоса Очоа.

## Стрельба
20 августа 2011 года поединок мексиканской Примеры между «Сантос Лагуна» и «Монаркас Морелия» был приостановлен на 40 минуте из-за стрельбы около стадиона. Футболисты и судьи скрылись в подтрибунных помещениях, а болельщики выбежали на поле в надежде укрыться от пуль. Ни один человек в результате данного инцидента не пострадал, кроме раненого полицейского, который пытался остановить колонну из трёх автомобилей из которых открыли огонь.

## Технические характеристики стадиона
- Размеры поля — 105 х 68 метров

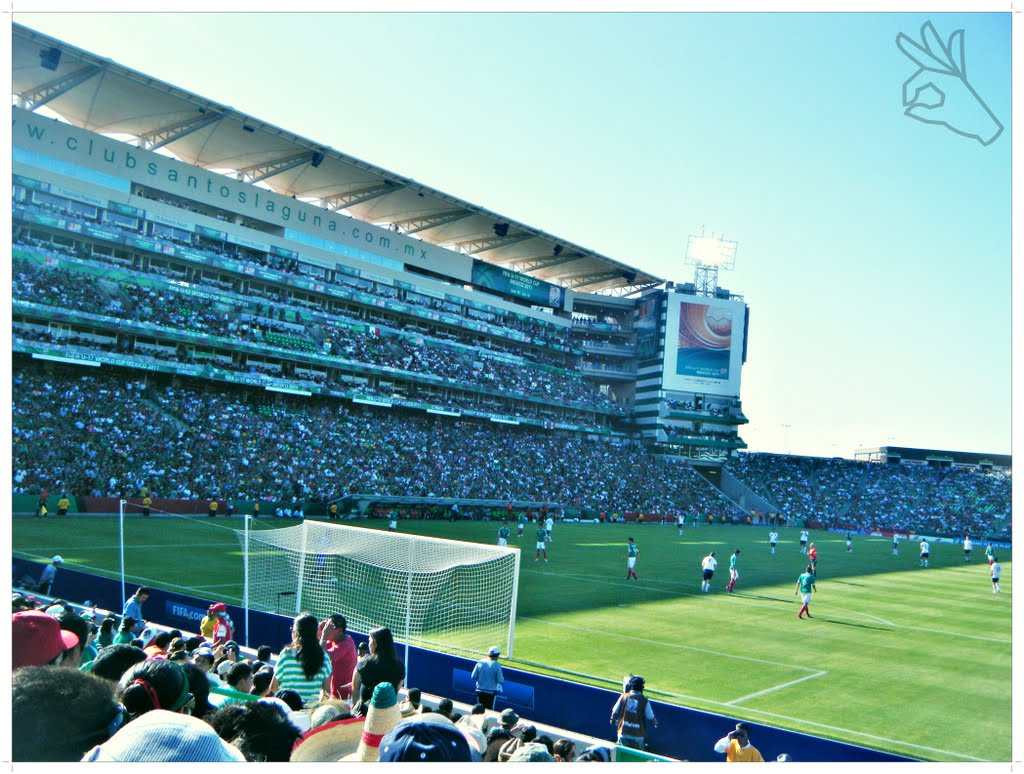
Внутри арены

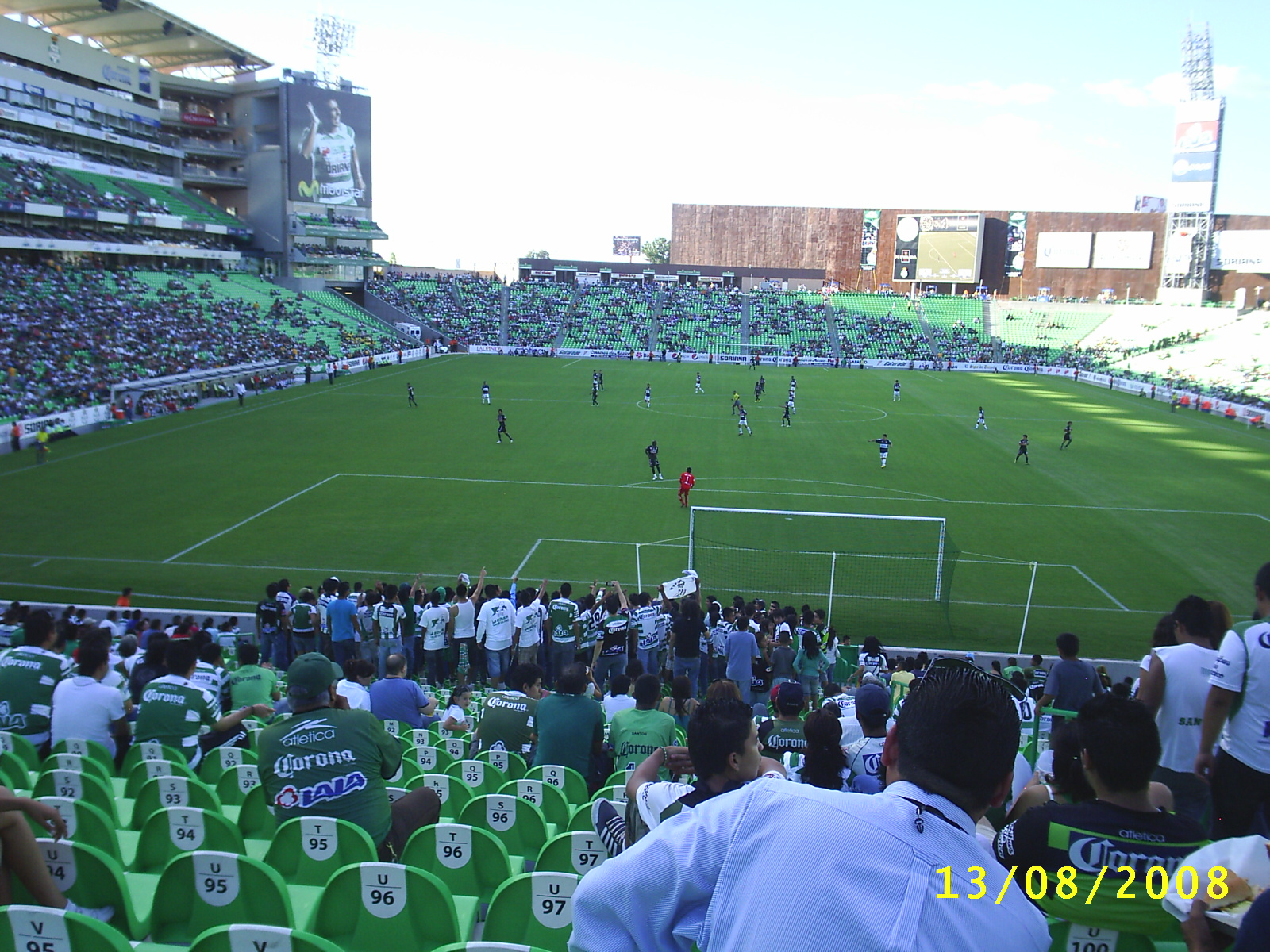
Внутри арены

- Вместимость — 30000 зрительских мест, с возможностью расширения до 40000
  - 2 суперложи
  - пресс-центр на 50 человек
  - ложа прессы на 170 журналистов

## Соревнования
В 2011 году на стадионе Корона проходили матчи юношеского чемпионата мира (до 17 лет), также на нём сборная Мексики играла несколько отборочных матчей чемпионата мира 2014 года.

## Выступления
- 11 ноября 2009 года — Рики Мартин
- 26 февраля 2010 года — Corona Music Fest 2010
- 26 марта 2011 года — Corona Music Fest 2011
- 4 апреля 2011 года — Луис Мигель
- 11 мая 2011 года — Алехандро Фернандес
- 9 июня 2012 года — Corona Music Fest 2012
- 13 июля 2013 года — Corona Music Fest 2013
- 26 октября 2013 года — Мануэль Михарес
- 26 октября 2013 года — Xpilots Monster Energy
- 28 июня 2014 года — Corona Music Fest 2014Calle 13
- 25 октября 2014 года — Calle 13